# Edmund Guerrier

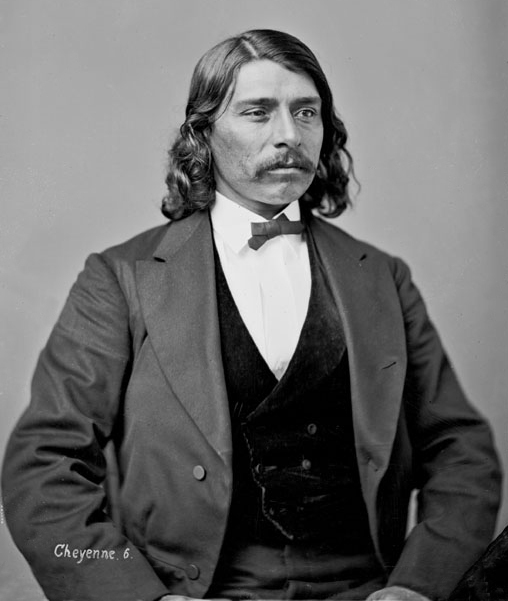
Un ritratto di Edmund Guerrier.

Edmund Gasseau Choteau Le Guerrier (16 gennaio 1840 – Geary, 1º gennaio 1921) è stato un sopravvissuto al massacro di Sand Creek del 1864 e un interprete per il governo degli Stati Uniti durante le guerre indiane tra i Cheyenne e gli Stati Uniti, e in seguito un allevatore di successo.

## Biografia
Guerrier era nato il 16 gennaio 1840 in un campo Cheyenne sul fiume Smoky Hill in quello che oggi è lo stato del Kansas. Suo padre William Guerrier, un americano di origine francese nato nel 1812 a Saint Louis, Missouri, fu poi al servizio del commerciante di pellicce William Bent di Bent's Fort. Sua madre era Tah-tah-tois-neh (Cammina in Vista), una Cheyenne della banda Wutapai di Little Rock. Nel 1848, suo padre lasciò il lavoro presso William Bent e, in collaborazione con Seth Edmund Ward, divenne un commerciante autorizzato nella regione dei fiumi Platte superiore e Arkansas, gestendo infine una stazione commerciale lungo il Platte con i suoi soci. La madre di Guerrier e un fratello neonato morirono in un'epidemia di colera del 1849. Nel 1851 andò a studiare in una scuola missionaria cattolica vicino all'odierna St. Marys, Kansas, e in seguito si iscrisse alla Saint Louis University. Dopo la morte di suo padre, nel 1857, si ritirò dall'università e alla fine tornò a vivere con la gente di sua madre, che lo conosceva come Falco Coda Rossa e scampò per un soffio alla morte nel massacro di Sand Creek nel 1864.
Sposò la sorella di George Bent, Julia intorno al 1865. Lavorò come interprete per il Dipartimento dell'Interno e fu presente in tale veste ai negoziati per il Trattato del Little Arkansas nel 1865. Dopo un periodo come commerciante per il trafficante d'armi autorizzato David A. Butterfield, fu assunto come interprete dal Dipartimento della Guerra, assegnato al Settimo Cavalleria degli Stati Uniti e svolse un ruolo cruciale durante la spedizione Hancock della primavera del 1867 sotto il Magg. gen. Winfield S. Hancock. Nell'agosto 1868 viveva con la banda di Little Rock, a Buckner's Fork sul fiume Pawnee, quando venne a sapere delle violente incursioni di un grande gruppo di guerra contro insediamenti bianchi lungo i fiumi Saline e Solomon in Kansas. In seguito rilasciò una dichiarazione giurata all'esercito americano che identificava gli uomini responsabili delle incursioni.
Nell'ottobre 1867 fu interprete durante i negoziati per il Trattato di Medicine Lodge. Nel 1869 fu interprete per il Quinto Cavalleria degli Stati Uniti sotto il Magg. gen. Eugene A. Carr, e in seguito lavorò come commerciante presso Camp Supply per l'azienda di Lee e Reynolds. Lavorò di nuovo per il Dipartimento degli Interni nel 1871 e nel 1884, in qualità di interprete per le delegazioni Cheyenne a Washington Edmund Guerrier morì nel 1921 nel suo ranch vicino alla città di Geary, Oklahoma, che porta il suo nome. Poiché Guerrier era difficile da pronunciare, per i non francofoni, divenne Geary.